# Municipio de Reynoldsburg City
El municipio de Reynoldsburg City (en inglés: Reynoldsburg City Township) es un municipio ubicado en el condado de Licking en el estado estadounidense de Ohio. En el año 2010 tenía una población de 764 habitantes y una densidad poblacional de 637,11 personas por km².

## Geografía
El municipio de Reynoldsburg City se encuentra ubicado en las coordenadas 39°58′57″N 82°45′56″O / 39.98250, -82.76556. Según la Oficina del Censo de los Estados Unidos, el municipio tiene una superficie total de 1.2 km², de la cual 1,19 km² corresponden a tierra firme y (0,43 %) 0,01 km² es agua.

## Demografía
Según el censo de 2010, había 764 personas residiendo en el municipio de Reynoldsburg City. La densidad de población era de 637,11 hab./km². De los 764 habitantes, el municipio de Reynoldsburg City estaba compuesto por el 68,19 % blancos, el 26,05 % eran afroamericanos, el 0,39 % eran asiáticos, el 1,05 % eran de otras razas y el 4,32 % eran de una mezcla de razas. Del total de la población el 3,27 % eran hispanos o latinos de cualquier raza.